# Duloksetyna
Duloksetyna – organiczny związek chemiczny, lek z grupy inhibitorów wychwytu zwrotnego serotoniny i noradrenaliny (SNRI), stosowany w leczeniu depresji, zespołu lęku uogólnionego, bólu w neuropatii cukrzycowej i fibromialgii. Została zatwierdzona przez FDA w 2004 r. W niektórych krajach stosowana w terapii wysiłkowego nietrzymania moczu (SUI).

## Mechanizm działania
Duloksetyna hamuje transporter serotoniny (SERT) i transporter noradrenaliny (NET), zwiększając przekaźnictwo serotoninergiczne i noradrenergiczne. Ponieważ pompa wychwytu zwrotnego noradrenaliny działa na dopaminę w korze przedczołowej, prawdopodobnie duloksetyna zwiększa również przekaźnictwo dopaminergiczne w tym obszarze mózgu. Hamuje wychwyt zwrotny serotoniny i noradrenaliny nieproporcjonalnie, w stosunku 10:1, ponadto działa w tych kierunkach w sposób sekwencyjny, a nie równoległy. Dlatego w jej działaniu dominują efekty wpływu na poziom serotoniny, a później i słabiej na poziom noradrenaliny. 
| Receptor | Ki (nM) |
| -------- | ------- |
| SERT     | 0,7–0,8 |
| NET      | 7,5     |
| DAT      | 240     |
| 5-HT2A   | 504     |
| 5-HT2C   | 916     |
| 5-HT6    | 419     |

## Farmakokinetyka i metabolizm
Czas półtrwania duloksetyny wynosi około 12 godzin. Lek jest metabolizowany przy udziale izoenzymów cytochromu P450: CYP2D6 i CYP1A2. Prawdopodobnie tylko metabolizm przez CYP2D6 ma znaczenie kliniczne. Jest inhibitorem izoenzymów 1A2, 3A4 oraz 2D6. Stwarza to ryzyko interakcji z innymi lekami metabolizowanymi przez wymienione izoenzymy.

## Działania niepożądane
Większość działań niepożądanych leku występuje na początku kuracji i ustępuje w krótkim czasie. Najczęściej są to nudności, biegunka, nadmierna senność w ciągu dnia, bezsenność, nadmierna potliwość. Mogą występować zaburzenia funkcji seksualnych u kobiet i mężczyzn. Lek obniża próg drgawkowy i rzadko może powodować napady drgawkowe. Wyjątkowo może powodować przyrost masy ciała, stwarza też niewielkie u osób zdrowych i znaczne w przypadku jednoczesnych chorób afektywnych ryzyko wystąpienia manii lub hipomanii.

## Preparaty
Preparaty duloksetyny dopuszczone do obrotu w Polsce: Depratal, Duciltia, Duloxetine, Duloxgamma, Dulsevia, Dulxetenon, Dutilox, Strodros.